# Халес
Халес, Хале или Ћале (376.–375. п. н. е.) је био краљ Трибала, трачког племена које је насељавало регион између Западне Мораве и Јужне Мораве („Ангрос“ и „Бронгос“) река, назван „Трибалско поље“ (јез-гр πεδιον το Τριβαλλικον) у данашњој југоисточној Србији.
376. п. н. е. предводио је трибалску војску од 30.000 ратника и прешао планину Хелмс и Софијско поље, пратио долину реке Стримон и напредовао до Абдере. Његове снаге су скоро уништиле град пре него што је Хабрија, атински генерал, успео да преговара о миру између Трибала и краља Маронеје, чиме је Трибале придобио на страну Атине .